# Tipasa
Tipasa (arabisch تيبازة, DMG Tībāza, tamazight ⵜⵉⵒⴰⵣⴰ Tipaza; auch Tibaza, früher Tefessedt, chenoua: Basar) ist eine Stadt an der algerischen Küste mit 8049 Einwohnern (Stand 1. Januar 2007). Sie ist Hauptstadt der gleichnamigen Provinz und liegt rund 50 Kilometer westlich von Algier. Die moderne Stadt, gegründet 1857, ist hauptsächlich wegen ihrer schönen Lage und sandigen Küste bekannt.

## Geschichte
Tipasa wurde von den Phöniziern gegründet und von den Römern unter Kaiser Claudius zur römischen Militärkolonie, später wurde sie zum municipium. Die Stadt war ein Stützpunkt der mauretanischen Flotte (Classis Mauretanica) und wirtschaftlich von beträchtlicher Bedeutung.
Das Christentum wurde bereits früh eingeführt und im 3. Jahrhundert war Tipasa Bischofssitz. Die meisten Bewohner waren jedoch weiterhin keine Christen, bis – nach der Legende – im 4. Jahrhundert St. Salsa, ein christliches Mädchen, den Kopf ihres Schlangen-Idols ins Meer warf, worauf die wütende Bevölkerung sie steinigte. Ihr Körper, auf wundersame Weise vom Meer zurückgegeben, wurde auf dem Hügel über dem Hafen in einer kleinen Kapelle, die später durch die Basilika ersetzt wurde, begraben.
484 schickte der Vandalenkönig Hunerich einen arianischen Bischof nach Tipasa; darauf floh ein großer Teil der Bewohner nach Spanien, viele der Verbleibenden wurden grausam verfolgt.
Danach verschwindet die Stadt aus der Geschichte, und die später vorherrschenden Araber scheinen sich hier nicht angesiedelt zu haben. 1857 wurde die moderne Stadt Tipasa gegründet.

## Sehenswürdigkeiten
In Tipasa befinden sich die zum UNESCO-Weltkulturerbe zählenden Ruinen der römischen Stadt Tipasa. Diese wurde auf drei Hügeln, die das Meer überragen, erbaut. Die meisten Häuser standen auf dem mittleren Hügel und sind nicht mehr erhalten. Es gibt jedoch Ruinen von drei Kirchen:
Die Große Basilika und die Basilika Alexander auf dem westlichen Hügel und die Basilika von St. Salsa auf dem östlichen Hügel.
Weiterhin sind zwei Friedhöfe, die Bäder, das Theater, ein Amphitheater und das Nymphaeum erhalten. Der Verlauf der Stadtmauern ist deutlich zu sehen und am Fuße des östlichen Hügels befinden sich Reste des antiken Hafens.
Die Basiliken sind von Friedhöfen umgeben, die voll von zahlreichen steinernen und mit Mosaiken verzierten Särgen sind.
Die Basilika von St. Salsa, ausgegraben durch Stéphane Gsell, bestand aus einem Schiff mit zwei Achsen, ein Mosaik ist auch hier erhalten.
Die Große Basilika diente über Jahrhunderte als „Steinbruch“, der siebenachsige Bauplan ist aber dennoch zu erkennen. Unter der Gründung der Kirche befinden sich aus dem Fels gehauene Gräber; eines davon ist kreisförmig mit einem Durchmesser von 18 Metern und bot Raum für 24 Särge.

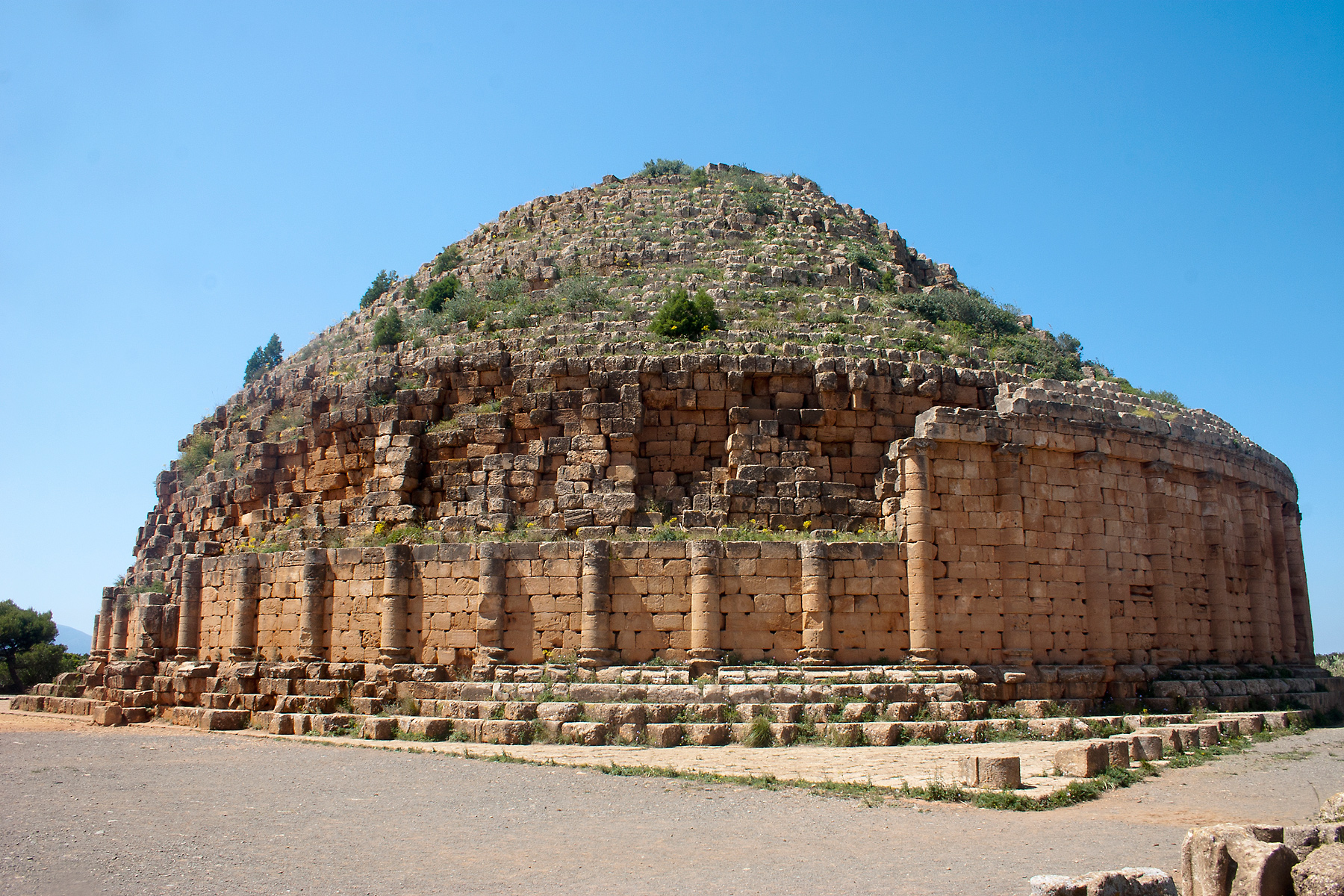
Königliches Mausoleum von Mauretanien
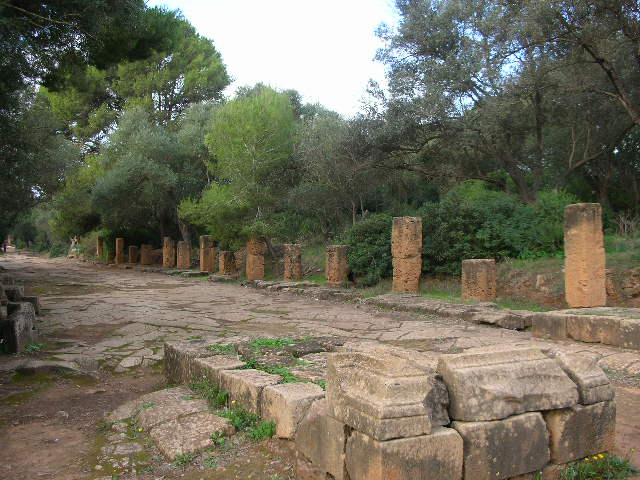
Römische Ruinen von Tipasa
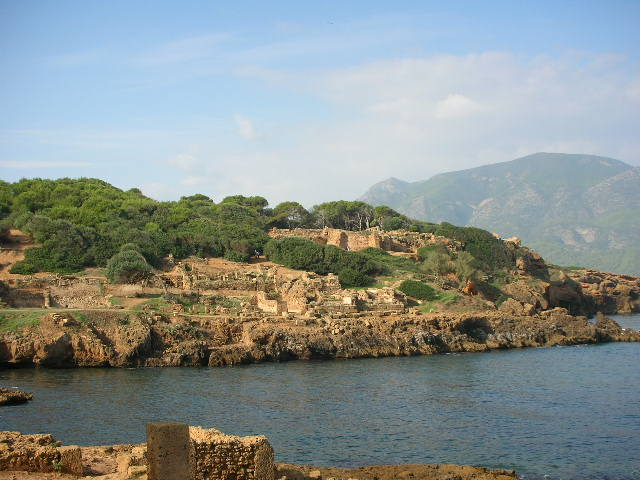
Römische Ruinen von Tipasa

## Sonstiges
Eine andere Stadt, die in römischen Zeiten Tipasa genannt wurde, befindet sich 88 Kilometer südlich von Annaba 957 Meter über dem Meer, heute heißt diese Stadt Tifesh. Dort befindet sich die Ruine einer großen Festung mit bis zu drei Meter dicken Mauern.
In der Nähe von Tipasa befindet sich bei 36°33'58" nördlicher Breite und 2°28'50" östlicher Länge eine Langwellensendeanlage des algerischen Rundfunks, über die ein französischsprachiges Programm auf der Frequenz 252 kHz in Richtung Frankreich abgestrahlt wird.
Dieser Sender ist in den Abendstunden auch in Deutschland häufig leicht zu empfangen.
Albert Camus setzte der Stadt in seinen Essays Hochzeit des Lichts (Noces, 1938) und Heimkehr nach Tipasa (L’Été, 1954) ein literarisches Denkmal.